# Сломанная подкова
«Сломанная подкова» — советский историко-приключенческий художественный фильм 1973 года, поставленный режиссёром Семёном Арановичем на киностудии «Ленфильм» по мотивам романа Жюля Верна «Драма в Лифляндии».

## Сюжет
Действие фильма разворачиваются в Лифляндии, на момент написания романа являвшейся частью Российской Империи.
Французский фотограф и аэронавт Жюль Ардан, путешествуя на своём воздушном шаре, случайно оказывается в Ревеле, где знакомится с доктором Петерсоном и его дочерью Лейдой.
За женихом Лейды — Василием Яковлевым, осуждённым по политическим мотивам и бежавшем с каторги, охотятся жандармы. В трактире «Сломанная подкова» происходит убийство сына банкира, и подозрение падает на Петерсона. За расследование преступления берётся Жюль Ардан.

## В ролях
- Сергей Юрский — Жюль Ардан
- Марина Неелова — Лейда Петерсон
- Владимир Разумовский — Василий Яковлев
- Витаутас Паукште (дубляж Зиновий Гердт) — доктор Петерсон
- Бронюс Бабкаускас — банкир Шмидт
- Яан Тооминг (дубляж Олег Борисов) — Карл Шмидт
- Антс Эскола — следователь Мяги
- Станислав Соколов — Капитан
- Валентинс Скулме — камердинер Транкель
- Лембит Ээльмяэ — трактирщик Гримм

### В эпизодах
- Владимир Татосов
- Лев Лемке
- А. Востокин
- Кирилл Гун
- Э. Лусик
- Я. Малиновский
- Е. Павлов
- Р. Пожогин
- Анатолий Чернегин

## Съемочная группа
- Авторы сценария — Владимир Владимиров и Павел Финн
- Режиссёр-постановщик — Семён Аранович
- Операторы-постановщики — Евгений Шапиро и Дмитрий Долинин
- Художник-постановщик — Юрий Пугач
- Композитор — Ромуальд Гринблат
- Звукооператор Г. Беленький
- Режиссёрская группа:
  - О. Дугладзе
  - Н. Кошелев
  - Л. Чумак
  - С. Колганов
  - Л. Мамлеев
- Монтажёр — Р. Изаксон
- Оператор — В. Марков
- Редактор — В. Шварц
- Художник по костюмам — Е. Словцова
- Художник-гримёр — М. Еранцева
- Художник-декоратор — Э. Фёдорова
- Ассистенты оператора:
  - А. Карелин
  - Н. Соловьёв
  - М. Сермак
  - Ю. Дудов
  - по монтажу — Е. Волынская
- Комбинированные съёмки:
  - оператор — Д. Желубовский
  - художник — В. Соловьёв
- Консультанты:
  - А. Масенкис
  - С. Карамышев
- Директор картины — П. Борисова